# Ken Liu
Ken Liu (kínai: 劉宇昆 / 刘宇昆, pinyin átírással: Liu Yǔkūn; Lancsou, 1976. –) kínai-amerikai tudományos-fantasztikus író, jogász és számítógép-programozó. Hugo-, Nebula-, World Fantasy- és Locus-díjas alkotó.

## Élete
1976-ban született Lancsouban. 11 éves volt, amikor a szülei bevándoroltak az Amerikai Egyesült Államokba. Először a kaliforniai Palo Altóban, később a Connecticut állambeli Waterfordban élt. A Harvard Egyetem angol szakán szerezte meg diplomáját. Éveken át a technológia világában dolgozott. Ezután a Harvardon jogi diplomát szerzett, és szabadalmi joggal foglalkozott. Jelenleg a massachusettsi Quincyben él feleségével, Lisa Tang Liuval és két lányukkal. Hobbija a régi írógépek gyűjtése és javítása.

## Munkássága
A 2000-es évek első felétől foglalkozik írással is, a 2010-es évektől vált világszerte ismertté. Két regény és több tucat novella, elbeszélés alkotója. A kisepikai alkotásai jelentős amerikai sci-fi és fantasy magazinokban jelentek meg. Több alkalommal jelölték Hugo-, Nebula-, World Fantasy-, Locus-díjra, és mindegyiket legalább egyszer megkapta már. A papírsereglet (2011) című novellája az első prózai alkotása, amely elnyerte a Nebula-, a Hugo- és a World Fantasy-díjat is. A 2013-as Hugo díjat is megnyerte a Mono no aware című novellájáért.  2016-ban jelent meg a The Paper Menagerie and Other Stories (A papírsereglet és más történetek) című novelláskötete, mely a legjobb műveit gyűjtötte össze, a kötet Locus-díjat kapott. Néhány novelláját lefordították kínai, japán és francia nyelvre.
Műfordítóként is tevékenykedik, ő fordította kínairól angolra Cixin Liu A háromtest-probléma (2006) című Hugo-díjjal kitüntetett regényt és a Láthatatlan bolygók antológiát.

## Művei
- The Paper Menagerie and Other Stories (2016)
- The Legends of Luke Skywalker (2017)
- The Hidden Girl and Other Stories (2020)
- The Cleaners (2020)

### The Dandelion Dynasty
- The Grace of Kings (2015)
- The Wall of Storms (2016)
- The Veiled Throne (2021)
- Speaking Bones (2022)

### Magyar nyelven
- A papírsereglet és más történetek (Agave Könyvek, Budapest, 2018) ISBN 9789634194279
- Az istenekkel nem lehet végezni (Agave Könyvek, Budapest, 2020) ISBN 9789634198383

## Fordítás
- Ez a szócikk részben vagy egészben  a   Ken Liu című német Wikipédia-szócikk ezen változatának fordításán alapul.  Az eredeti cikk szerkesztőit annak laptörténete sorolja fel. Ez a jelzés csupán a megfogalmazás eredetét és a szerzői jogokat jelzi, nem szolgál a cikkben szereplő információk forrásmegjelöléseként.